# Quentalia minasa
Quentalia minasa är en fjärilsart som beskrevs av William Schaus 1929. Quentalia minasa ingår i släktet Quentalia och familjen silkesspinnare. Inga underarter finns listade.